# Trichodactylus kensleyi
Trichodactylus kensleyi е вид десетоного от семейство Trichodactylidae. Видът не е застрашен от изчезване.

## Разпространение и местообитание
Разпространен е в Аржентина, Бразилия (Рио Гранди до Сул и Санта Катарина), Парагвай и Уругвай.
Обитава сладководни басейни, реки и потоци.

## Описание
Популацията на вида е стабилна.